# Caroline Conroy

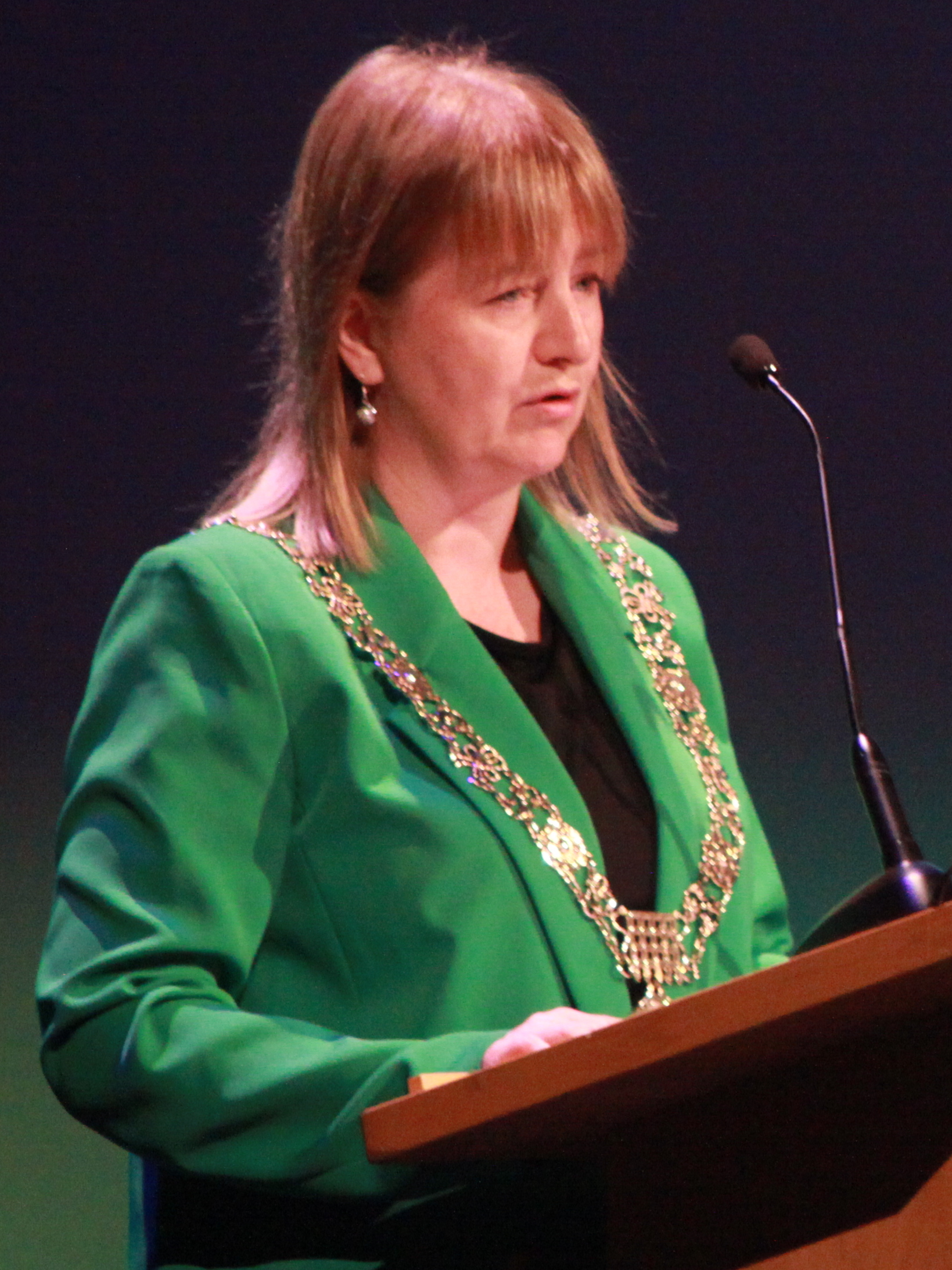
Caroline Conroy (2022)

Caroline Conroy ist eine irische Politikerin der Green Party. Von 2022 bis 2023 war sie Lord Mayor of Dublin. 

## Leben
Conroy wuchs im Dubliner Stadtteil Ballymun auf. 
2014 versuchte sie, in den Dublin City Council gewählt zu werden. Dies blieb ohne Erfolg. Sie trat auch bei den Wahlen zum Dáil Éireann 2016, 2020 und 2024 im Wahlkreis Dublin North West jeweils ohne Erfolg an. Bei der Wahl zum Dublin City Council 2019 war sie erfolgreich, konnte ihren Sitz 2024 aber nicht verteidigen.
2023 verlieh sie als Lord Mayor of Dublin Greta Thunberg die Freiheit der Stadt Dublin (Freedom of the City of Dublin).